# Obila dominatria
Obila dominatria là một loài bướm đêm trong họ Geometridae.